# إتش تري
إتش تري (بالإنجليزية: HTree)‏ هو نظام متخصص في بنية البيانات الشجرية (الهرمية التسلسلية) لفهرسة الادلة (أو المجلدات) directory indexing , ويشبه هذا النظام نظام بي - تري، وكلاهما له عمق ثابت (مستوى أو اثنين) يستخدم اسلوب هاش لاسم الملف ولا يحتاج لما يسمى البحث الشجري الثنائي المتوازن ذاتيا [الإنجليزية] .
منهج إتش تري واجراءاته algorithm يميز عن الطريقة القياسية الخاصة بي تري B-Tree بمعالجته للتصادم الناتج من هاش Hash colosions ، الفهرسة بطريقة إتش تري تستخدم في نظم ملفات إكس تي 3(ext3) وإكس تي 4(ext4) المنتشرة في نظم تشغيل لينكس، وادرجة مع نواة لينكس بداية من الإصدار 2.5.40 , نظام فهرسة إتش تري حسن قابلية التوسع لنظام ملفات لينكس الاقدم إكس تي 2 (ext2) حيث تم رفع الحدود الفعلية من بضعة آلاف من الملفات، إلى مجموعة من عشرات الملايين من الملفات في الدليل.

## نبذة تاريخية
تم تطوير بنية البيانات إتش ثري ومعادلاتها بواسطة فيليبس دانيال Daniel Phillips في سنة 2000 ولكن تم تطبيقها في إكس تي 2 في فبراير 2001، مدخل إلى نظام ملفات إكس تي 3 تم بواسطة كريستوفر لي Christopher Li وأندرو مورتون Andrew Morton في سنة 2002 اثناء عمل سلسلة نواة لينكس 2.5 Kernel تم إضافة نظام الصحائف بناء على عدم الثبات والانهيار المفاجئ، وبعد بعض التحسينات لإتش ثري استمر مع نظام الملفات إكس تي 4 (ext4)

## استخداماته
- إكس تي 2 إتش تري تم بداية تطويره مع إكس تي 2 ولكنه لم يظهر
- إكس تي 3
- إكس تي 4

## بي إتش تري
بي إتش تري (بالإنجليزية: Physically stable HTree)‏ وتختصر إلى PHTree هو اشتقاق من إتش تري ليصبح خليفته، وفيه تم اصلح كل المسائل الخطا في إتش تري ما عدا الكتابة المتضاعفة، وقد تم استخدامه فعليا في نطام ملفات إصدارات تكس 3 [الإنجليزية] .